# Louis-Joseph de Montmorency-Laval

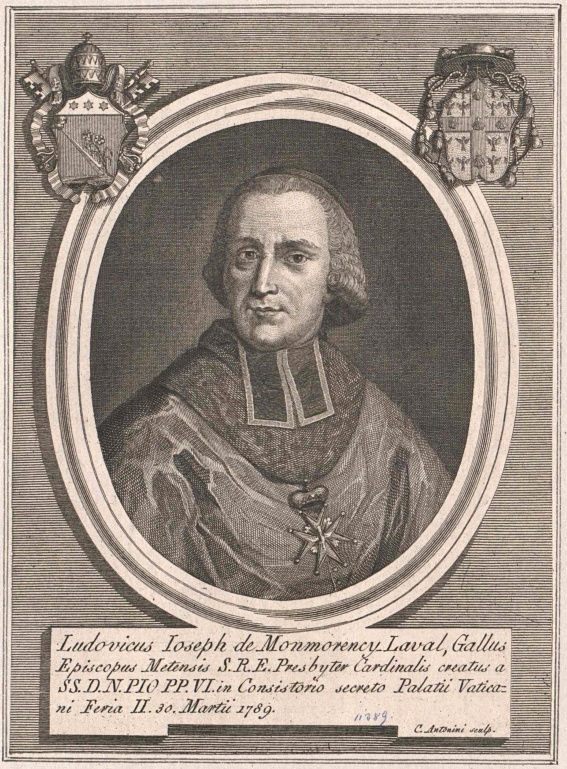
Louis Joseph de Montmorency-Laval als Kardinal mit den Insignien des Ordens vom Heiligen Geist, seinem Kardinalswappen (rechts) und dem Wappen von Papst Pius VI. (links)

Kardinalswappen

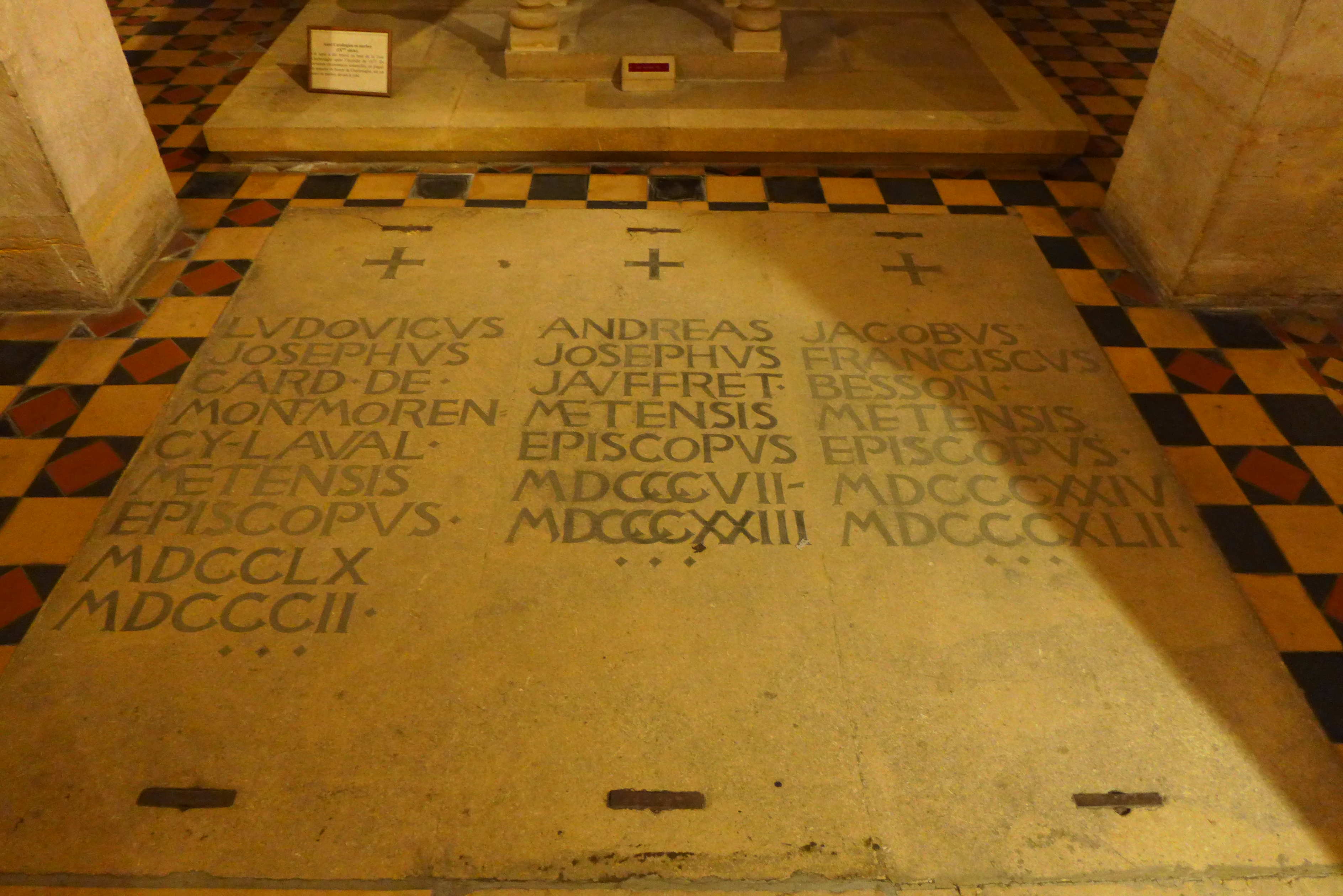
Metzer Dom, Bischofsgrabkapelle in der Krypta, Grablege von Bischof Louis-Joseph de Montmorency-Laval

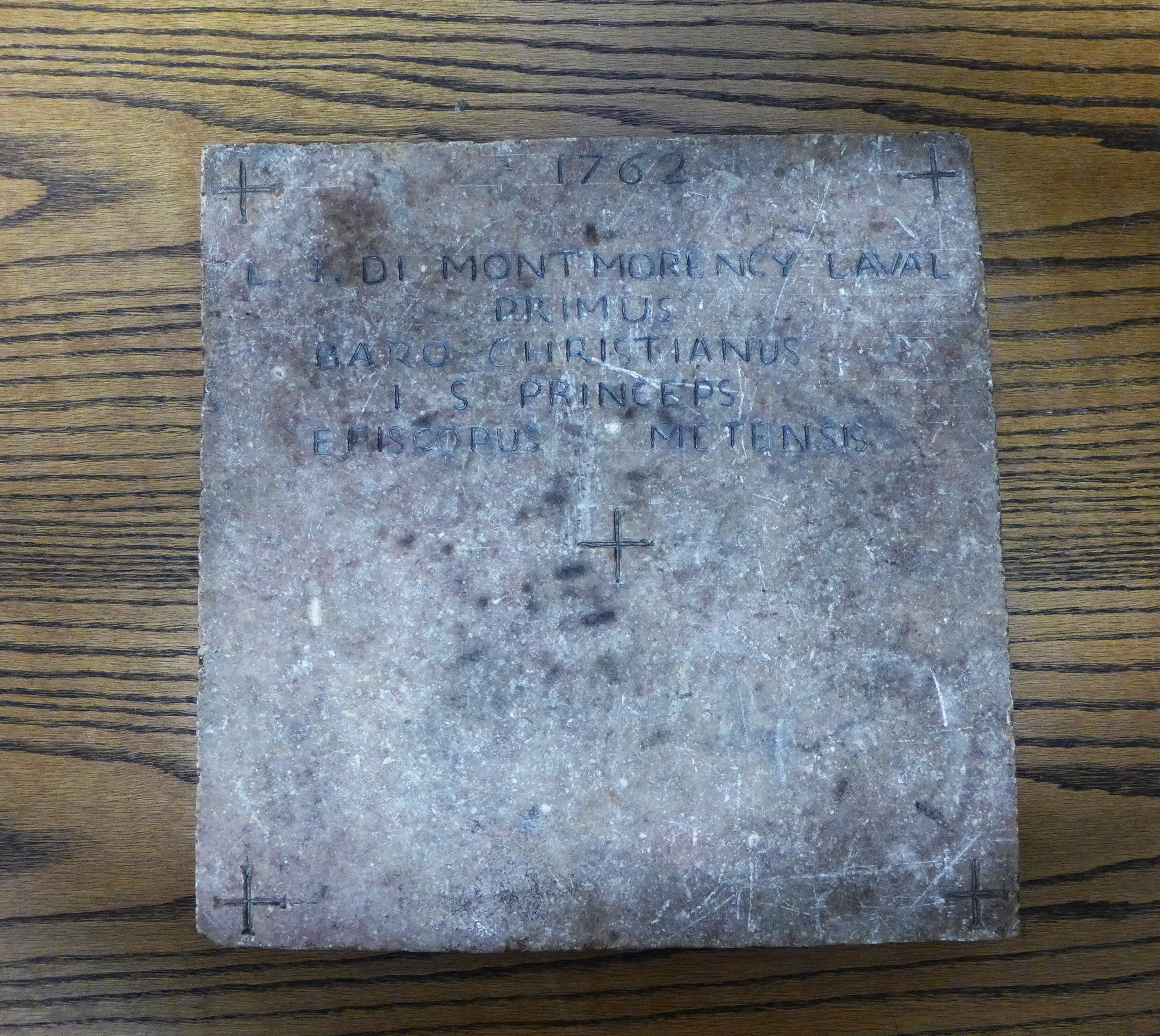
Dieffler Altarstein aus dem Jahr 1762 mit der Inschrift: „L. I. DI MONTMORENCY LAVAL PRIMUS BARO CHRISTIANUS I S PRINCEPS EPISCOPUS METENSIS“; deutsche Übertragung: Louis-Joseph de Montmorency-Laval, erster christlicher Baron (Frankreichs), des Heiligen Römischen Reiches Fürstbischof von Metz

Louis-Joseph de Montmorency-Laval (* 11. Dezember 1724 auf Schloss Baillet (oder Bayers) im Bistum Angoulême; † 17. Juni 1808 in Altona a.d.Elbe) war Kardinal und Bischof von Metz.

## Leben und Wirken

### Herkunft und Tätigkeit in Frankreich
Montmorency-Lavals Eltern waren Guy André de Montmorency-Laval, Marquis de Laval-Lezay (1686–1745) und Marie Anne de Turmenies de Nointel († 1756). Der Adelssproß studierte kanonisches Recht an der Sorbonne in Paris und wurde später Generalvikar von Sens. Am 7. November 1753 avancierte er zum Bischof von Orleans. Die Bischofsweihe spendete ihm am 10. Februar 1754 in der Kathedrale Notre-Dame de Paris Christophe de Beaumont, der Erzbischof von Paris; Mitkonsekratoren waren Étienne-René Poitier des Gevres, Bischof von Beauvais, und Pierre de Rochechouart, Bischof von Bayeux. 1758 wurde er zum Bischof von Condom ernannt und am 21. August 1760 zum Fürstbischof von Metz. 1786 übertrug man Montmorency-Laval das Amt des Großalmoseniers von Frankreich, eine renommierte Stellung am königlichen Hof, aufgrund derer ihm die Aufsicht über die religiöse Seite des dortigen Lebens oblag. Gleichzeitig war er Kommandeur des Heilig-Geist-Ordens. 1787 leitete der Oberhirte die Provinzialsynode der „Trois-Évêchés“ (d. h. der drei Bistümer Metz, Toul und Verdun) und wurde am 30. März 1789 durch Papst Pius VI. zum Kardinal erhoben.

### Exil im Heiligen Römischen Reich und Dänemark
Nach Ausbruch der Französischen Revolution setzte sich der Bischof 1790 vehement gegen den Zivilstatus des Klerus ein. Ende April 1791 floh er zunächst in den römisch-deutschen Teil seiner Diözese, hielt sich dann in Trier auf und reiste Ende Oktober 1792 nach Düsseldorf weiter. Der Kardinal blieb den Vertretern des Ancien Régime weiterhin treu verbunden. So besuchte er Emigranten in Maastricht und hielt Ende Oktober 1793 in der Jesuitenkirche in Mannheim eine Novene für die Seelenruhe der hingerichteten Königin Marie-Antoinette. Einige Zeit hielt sich Montmorency-Laval in Münster auf. Hier existiert im Stadtarchiv eine Liste, die ihn und weitere 108 Flüchtlinge nennt, welche sich in seinem Gefolge befanden u. a. sein Koadjutor Henri de Chambre d’Urgons (1748–1802), die bischöflichen Brüder Jean-Baptiste du Plessis d’Argentré von Sées (1720–1805) und Louis-Charles du Plessis d’Argentré von Limoges (1723–1808), mehrere Adelige beiderlei Geschlechtes (darunter die Witwe des Herzogs Claude-Victor de Broglie mit Tochter und Schwiegersohn), Offiziere, zahlreiche Geistliche und 11 Nonnen. Schließlich ging der Metzer Oberhirte 1796 nach Altona im damaligen Dänischen Gesamtstaat, wo er sich dauerhaft niederließ. Über sein dortiges Wirken ist nur wenig überliefert; offenbar war er sehr wohltätig. Zeitzeugen berichten davon, dass der Kirchenfürst in einem roten Rock durch die Straßen gegangen sei und den Kindern gelegentlich Geld zugeworfen habe. Er übte die Seelsorge an der Altonaer St. Joseph-Kirche aus und als sein Ministrant wird ein Aloys Kleyser genannt, der in der Nähe – auf der Großen Freiheit – eine Schlaf- und Schankwirtschaft besaß.
Auf Bitten des ebenfalls im Exil lebenden, späteren französischen Königs Ludwig XVIII. traute Kardinal Montmorency-Laval am 10. Juni 1799 in Mitau Marie Thérèse Charlotte von Frankreich (die Madame Royale) mit dem Herzog Louis-Antoine de Bourbon.
Obwohl Papst Pius VII. infolge des Konkordats mit Kaiser Napoleon I. im Jahr 1801 alle bisherigen französischen Bischöfe zum Rücktritt aufforderte, lehnte der Kardinal dies ab, blieb im deutsch-dänischen Exil und führte seinen Titel als Bischof von Metz bis zum Lebensende weiter. Den Bischofsstuhl von Metz übernahm 1802 auf päpstliche Anweisung sein Nachfolger Pierre-François Bienaymé.
Den Leichnam von Bischof Louis Joseph de Montmorency-Laval bestattete man zunächst in der St. Joseph-Kirche auf der Großen Freiheit. Im Jahr 1900 wurden die Gebeine aus dem Gruftgewölbe nach Metz überführt und dort am 4. Juli in der Krypta der dortigen Kathedrale beigesetzt.

### Persönliches
Bischof Montmorency-Laval befand sich in Altona in Begleitung mehrerer französischer Priester und seiner Verwandten Magdaleine Susanne de Paulmy d’Argenson, geb. Herzogin von Montmorency-Luxembourg (1751–1813), ehemalige Hofdame der hingerichteten Königin Marie-Antoinette (1755–1793) von Frankreich. Sie führte den Haushalt des Kardinals, starb am 22. Februar 1813 und wurde ebenfalls in der Gruft von St. Joseph beigesetzt.
Der Kardinal war der Großonkel des späteren französischen Außenministers Mathieu de Montmorency-Laval (1766–1826).